# Kifisia
Kifisia, häufig auch Kifissia, (griechisch Κηφισιά (f. sg.), lateinisch Cephisia), benannt nach dem im Norden entspringenden Kephisos, ist eine Gemeinde und Stadt im Nordosten der Region Attika in Griechenland und ein Vorort von Athen. Kifissia ist die nördliche Endstation der Linie 1 der Athener Metro.

## Geschichte

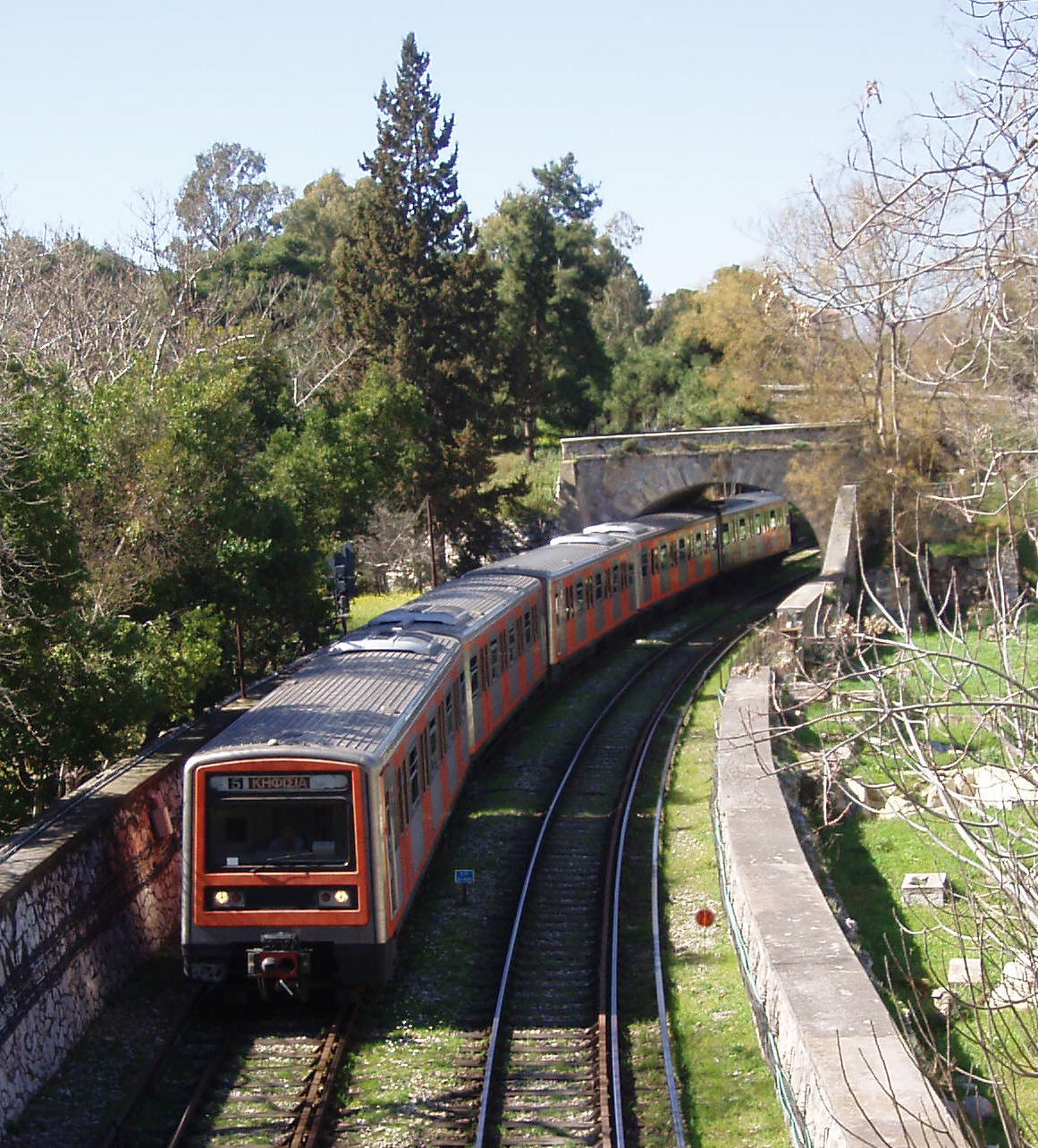
Metro nach Kifissia

Bereits in der Antike war Kifissia ein bei den Reichen beliebter Wohnort. So besaß der Redner und Mäzen Herodes Atticus, einer der reichsten Männer seiner Zeit, dort eine Villa. Im 19. Jahrhundert und bis weit ins 20. Jahrhundert war der Ort ein beliebtes Ausflugsziel der Athener, die dort auch Ferienhäuser errichteten. Geschätzt wird vor allem die gute Luft am Pendeli-Gebirge etwa 300 Meter über dem Meeresspiegel. Es entstanden zahlreiche Grand-Hotels.
In Kifissia wurde 1940 dem damaligen griechischen Staatschef Ioannis Metaxas das italienische Ultimatum überreicht, das der Legende nach zu seiner berühmten Antwort „όχι!“ („Nein!“) führte.
Als in den frühen 1950er Jahren die Metro bis an den Hauptplatz des Ortes erweitert wurde, wandelte sich Kifissia zu einem noblen Wohnort mit Apartmenthäusern. Heute hat der Ort seine Bedeutung als High-Society-Wohnort an den nördlichen Stadtteil Ekali verloren. Der Ort konnte sich als gehobenes Einkaufszentrum mit zahlreichen Luxusläden und Restaurants behaupten und konkurriert mit dem Athener Stadtteil Kolonaki.

## Museen
Ein umgebautes neoklassizistisches Gebäude aus dem Jahr 1875 beherbergt das international ausgezeichnete Goulandris Museum für Naturgeschichte (griechisch Μουσείο Γουλανδρή Φυσικής Ιστορίας). Es hat Abteilungen zur Insektenkunde, Vogelkunde, Zoologie, Botanik, Meeresbiologie, Paläontologie und Geologie mit Exponaten aus Griechenland und der ganzen Welt. Im Museum laufen pädagogische Programme, wissenschaftliche Fortbildungen und Informationsveranstaltungen, immer mit dem Ziel, die Umwelt zu schützen und für den Artenschutz zu sensibilisieren. Gegründet wurde das Museum von Angelos und Niki Goulandris als privater, gemeinnütziger Verein.

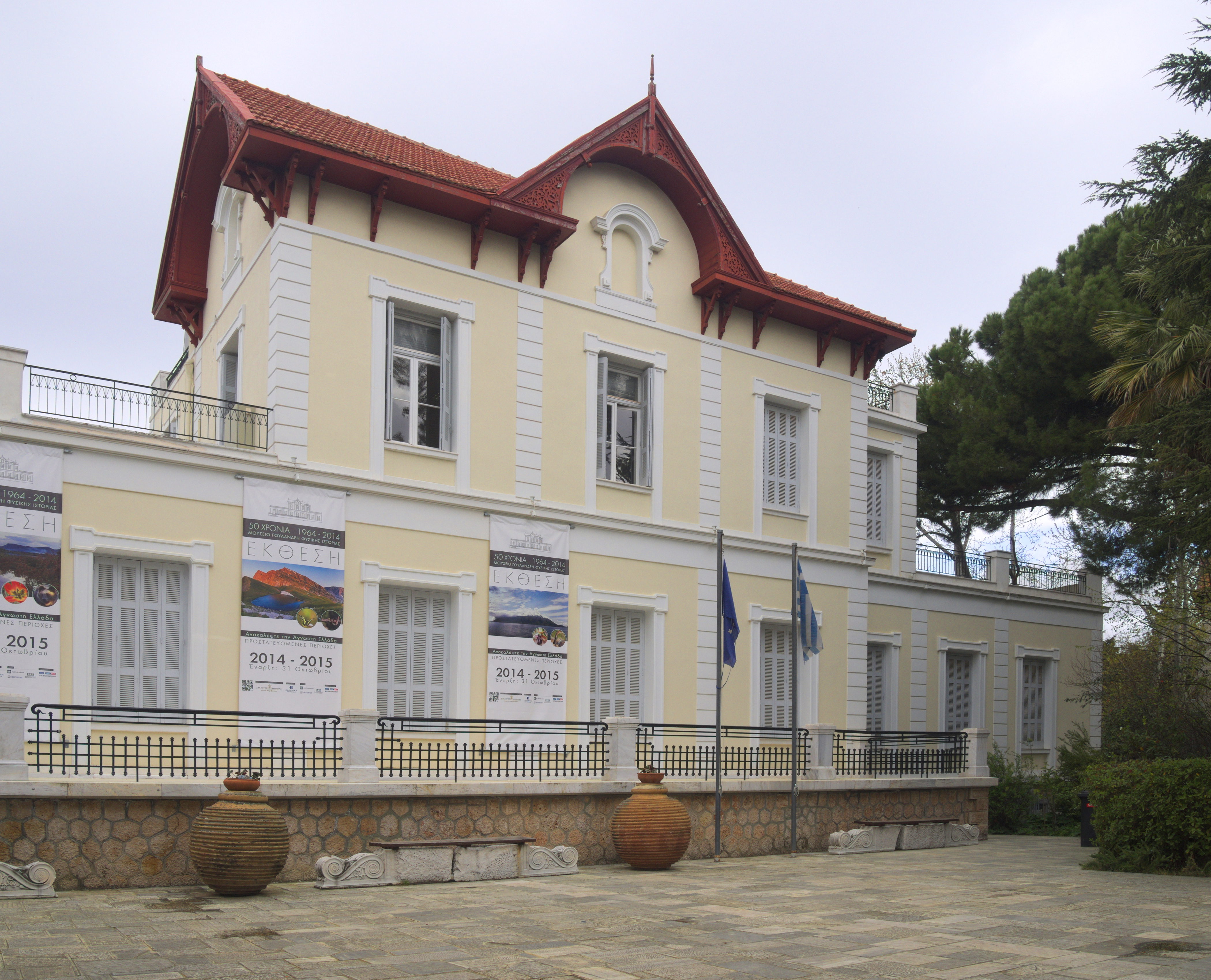
Museum Goulandri

## Lage und Gemeindebezirke
Durch die Gemeindereform 2010 wurde die bisherige Gemeinde Kifisia mit den nördlicher gelegenen Nea Erythrea und Ekali vereinigt. Kifisia liegt seitdem im äußersten Norden des Regionalbezirks Athen-Nord.
Sie umfasst:
- Kifisia (mit den Ortsteilen Ano Kifissia, Kato Kifissia, Adames, Nea Kifissia, Politia, Kefalari): 45.015 Einwohner, 25,94 ha
- Nea Erythrea: 15.972 Einwohner, 4,83 ha
- Ekali: 5.497 Einwohner, 4,33 ha

## Bevölkerungsentwicklung
(Hauptbezirk Kifisia)
| Jahr | Einwohner | Zunahme           | Bevölkerungsdichte: |
| ---- | --------- | ----------------- | ------------------- |
| 1951 | 12.991    |                   | 560/km²             |
| 1981 | 31.876    | +18.885 = 59,25 % | 1.275,04/km²        |
| 1991 | 39.166    | + 7.290 = 22,87 % | 1.566,84/km²        |
| 2001 | 45.015    | + 5.849 = 14,93 % | 1.735,6/km²         |

## Persönlichkeiten
- Menander (ca. 342–291 v. Chr.), geboren in Kifissia
- Emmanouil Benakis (1843–1929), gestorben in Kifissia
- Andreas Embirikos (1901–1975), Psychoanalytiker und Dichter des Surrealismus, gestorben in Kifissia
- Aneza Papadopoulou (1957–2022), Schauspielerin, geboren in Kifissia